# Burgerweeshuis (Deventer)
Het Burgerweeshuis is een poppodium in de Nederlandse stad Deventer, gevestigd aan de Bagijnenstraat. Het beschikt over drie zalen, een café en oefenruimtes in de kelder.

## Geschiedenis
Het gebouw is in neoclassicistische stijl gebouwd in 1859 op de plek waar in 1306 het Oude Begijnhof was verrezen. Het werd ontworpen door C. M. Storm van 's Gravesande en Maarten van Harten sr. Het weeshuis voor kinderen van grootburgers en halfburgers was al in 1560 opgericht en rond 1815 naar deze locatie verhuisd. De binnenplaats is vanaf de Bagijnenstraat te betreden via een poort uit 1846. Op de binnenplaats staat een gietijzeren pomp uit 1846, gegoten door de Deventer ijzergieterij Nering Bögel. Aan de gevel staan beelden van een weesmeisje en -jongen uit 1736 opgesteld.
De laatste wezen vertrokken in 1930 uit het gebouw. Het deed daarna nog dienst als bejaardenhuis en stond vervolgens langdurig leeg. In 1981 werd het door jongeren ten behoeve van hun activiteiten gekraakt en in 1984 officieel verbouwd tot open jongerencentrum. Sinds 1994 is het vooral in gebruik als poppodium.

## Activiteiten
Het Burgerweeshuis heeft een grote zaal met ruimte voor ongeveer 520 mensen en twee bars. Veel bekende bands, dj's en andere acts hebben opgetreden in het Burgerweeshuis. Vanuit het buitenland waren dat onder andere Sepultura, Soundgarden, Bill Wyman, Willy DeVille, Southside Johnny, Turbonegro, Xzibit, Calexico en Madrugada. 
Vanuit eigen land stonden Ilse DeLange, John Coffey, Johan, Bettie Serveert, Osdorp Posse, Within Temptation, Blues Connection, Doe Maar, Racoon, Kyteman, Moke, Room Eleven, Spinvis en Snelle in het Burgerweeshuis.
Het burgerweeshuis heeft meerdere danceconcepten, bijvoorbeeld Dirk Deluxe en Deventer Dub Sessions. Ook is er de dubstepavond Klub Dub en voor de techno/house luisteraar zijn er Deksels en 9.23. Voor de 25+'ers is er Mehrfaut, waarbij alleen 80's en 90's hits worden gedraaid. Variërend van lokale dj's tot internationaal bekende dj's als: Grandmaster Flash, Dr. Lektroluv, Don Diablo en Jeff Mills
Op woensdagavond zijn er optredens in het café met singer-songwriters, Americana bandjes of lokaal talent. Onder andere Dayna Kurtz heeft een van haar eerste optredens in Nederland in het Burgerweeshuis Café gespeeld. Ook Blaudzun heeft eerst in het café gespeeld voordat hij de grote zaal uitverkocht.
Het Science Café Deventer vindt plaats in het Burgerweeshuis. Science Café is een ontmoetingsplek voor iedereen die is geïnteresseerd in kennis. Sinds begin 2008 krijgt het Deventer publiek de mogelijkheid om in debat te gaan met wetenschappers. Deze avonden worden vaak gepresenteerd door James van Lidth de Jeude (voormalig burgemeester van Deventer) en muzikaal begeleid door een band.

## Burger Beurs
Sinds 2010 verstrekt het Burgerweeshuis jaarlijks aan enkele artiesten een beurs, de Burger Beurs. Deze beurs is bedoeld om de carrière van veelbelovende artiesten uit Overijssel een boost te geven. Muzikale acts uit verschillende genres krijgen door deze beurs een jaar lang toegang tot de middelen, de kennis en het netwerk van het Burgerweeshuis, plus een budget om hun doelen te bereiken. 